# PROTECT IP Act
La PROTECT IP Act (Preventing Real Online Threats to Economic Creativity and Theft of Intellectual Property Act, también conocida como PIPA) es un proyecto de ley que tiene por objetivo declarado el brindar al gobierno de los Estados Unidos y a los titulares de derechos de autor herramientas adicionales para restringir el acceso a aquellos sitios web dedicados a infringir o falsificar bienes, en especial aquellos sitios registrados fuera del territorio de los Estados Unidos. El proyecto fue introducido el 12 de mayo de 2011, por el senador demócrata Patrick Leahy (político) y un grupo bipartito de 11 promotores. La Oficina Presupuestaria del Congreso estimó que la implementación del proyecto de ley podría haberle costado al gobierno de los Estados Unidos una suma estimada hasta finales del 2016 de 47 millones de dólares; esta suma se habría utilizado para cubrir los costos de ejecución y para la contratación y capacitación de 22 nuevos agentes especiales y 26 empleados de apoyo. El Comité Judicial del Senado de los Estados Unidos aprobó la ley, pero el senador Ron Wyden logró ponerla en suspenso.
La ley PIPA es una versión reescrita del proyecto Combating Online Infringement and Counterfeits Act (COICA) que no logró ser aprobada en el 2010. Un proyecto similar fue presentado ante el Congreso de los Estados Unidos el 26 de octubre del 2011, la Stop Online Piracy Act (SOPA).
A raíz de las protestas en línea llevadas a cabo el 18 de enero de 2012, el líder de la mayoría en el Senado, Harry Reid anunció que la votación del proyecto de ley sería pospuesto hasta que las cuestiones planteadas sobre el proyecto de ley pudieran ser resueltas.

## Promotores

### Legisladores

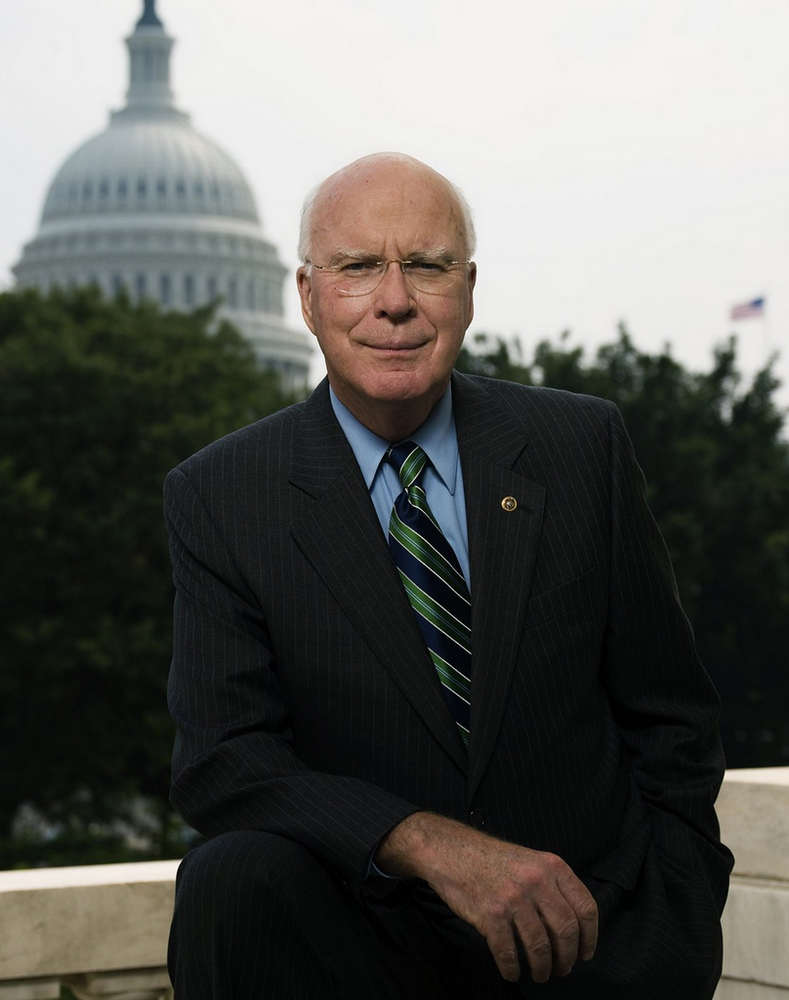
El Senador Patrick Leahy (D-VT)

El proyecto PROTECT IP Act ha recibido el apoyo de ambos partidos en el Senado de los Estados Unidos, desde su promoción inicial por el senador Patrick Leahy, y, hasta el 17 de diciembre de 2011, siendo conjuntamente promovida por otros 40 senadores.

### Compañías y organizaciones registradas
EL proyecto es apoyado por los propietarios de derechos de autor y marcas registradas en negocios, industria y grupos de trabajo abarcando a todos los sectores de la economía. Entre los promotores se incluyen la National Cable & Telecommunications Association, la Independent Film & Television Alliance, la National Association of Theatre Owners, la Motion Picture Association of America, la Directors Guild of America, la American Federation of Musicians, la American Federation of Television and Radio Artists, la International Alliance of Theatrical Stage Employees, la Screen Actors Guild, International Brotherhood of Teamsters, Nashville Songwriters Association International, Songwriters Guild of America, Viacom, Institute for Policy Innovation, Macmillan Publishers, Acushnet Company, Recording Industry Association of America, Copyright Alliance y la NBC Universal.
La U.S. Chamber of Commerce (Cámara de Comercio de los Estados Unidos) y la AFL-CIO brindaron su apoyo conjunto al proyecto de ley. En mayo y septiembre de 2011 se enviaron al Congreso de los Estados Unidos dos cartas firmadas respectivamente por 170 y 359 organizaciones y empresas en la cual se expresaba el apoyo al proyecto de ley y se animaba a la aprobación de leyes para proteger la propiedad intelectual y cerrar sitios web sin escrúpulos. Entre los firmantes se encontraban por ejemplo la National Association of Manufacturers (NAM), el Small Business & Entrepreneurship Council, Nike, 1–800 Pet Meds, L’Oreal, Rosetta Stone, Pfizer, Ford Motor Company, Revlon, NBA, y Sony. David Hirschmann de la Cámara de Comercio se quejó sobre el estado del debate político en enero de 2012, diciendo que la pérdida de derechos civiles y la censura «no tienen nada que ver con el núcleo de estos proyectos de ley». Hirschmann prometió que «haré uso de cada una de las herramientas a nuestra disposición para asegurar que los miembros del Congreso conozcan que es lo que se dice en estos proyectos.»

### Otros
El experto constitucionalista Floyd Abrams, representando a la MPAA y grupos relacionados, escribió una carta al congreso diciendo que la propuesta PIPA es constitucionalmente válida.
Daniel Castro de la Information Technology and Innovation Foundation (ITIF), un think tank fundado en parte por el Information Technology Industry Council, y editor de un reporte del año 2009 titulado "Roba Estas Políticas" que sirvió de base tanto para el proyecto SOPA, como para PIPA, defendió en marzo de 2011 el proyecto predecesor de ambas (el COICA), diciendo «nadie está hablando de dar de baja al sitio personal de alguien porque haya utilizado una foto con derecho de autor». En enero de 2012 Richard Bennet, Senior Research Fellow de la ITIF, dijo que tanta crítica a la legislación era desinformada y exagerada: 

Los críticos o no entienden lo que estos proyectos pueden hacer, o tienen una concepción equivocada de lo que son. Hay una especie de clima histérico de crítica donde el pueblo se encuentra objetando algo que los proyectos de ley no pueden hacer y promoviendo causas nobles tales como la libertad de expresión y la democracia, pero no hay demasiada conexión entre lo que realmente hay en la legislación y de lo que se están quejando.

## Opositores

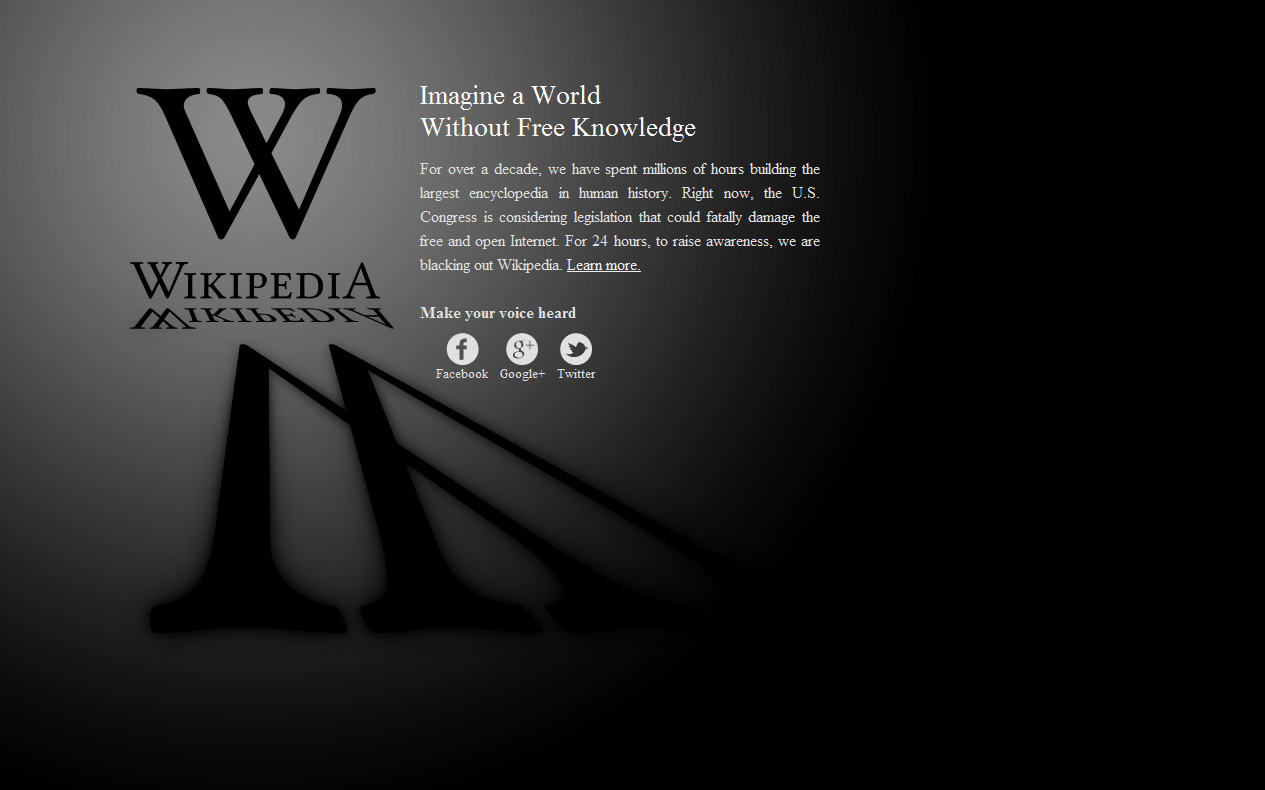
La página de Wikipedia en inglés durante el 18 de enero de 2012, ilustrando el apagón internacional en protesta a las leyes SOPA y PIPA.

### Legisladores
El senador por el estado de Oregón, Ron Wyden (Demócrata), ha hecho pública su oposición a la legislación, y colocó un veto sobre el proyecto en mayo de 2011, citando sus preocupaciones sobre posibles daños a la libertad de expresión, innovación e integridad en Internet. El senador por Massachusetts, Scott Brown (Republicano), también ha hecho pública su oposición a este proyecto de ley y a su proyecto hermano en el Congreso, SOPA.
Algunos de los congresistas opositores al proyecto han introducido un proyecto alternativo llamado Online Protection and Enforcement of Digital Trade Act (OPEN Act).

### Compañías y organizaciones
Entre aquellos que se oponen a esta legislación se encuentran la Fundación Mozilla, Facebook, Electronic Frontier Foundation, Yahoo!, eBay, American Express, reddit, Google, Reporteros Sin Fronteras, Human Rights Watch, Wikipedia, y Uncyclopedia. Los emprendedores de Internet incluyendo a Reid Hoffman de LinkedIn, el cofundador de Twitter Evan Williams, y el cofundador de Foursquare Dennis Crowley firmaron una carta dirigida al Congreso de los Estados Unidos expresando su oposición a la legislación. Los Tea Party Patriots habrían argumentado que este proyecto de ley "es malo para los consumidores. Una carta de oposición firmada por 130 emprendedores y ejecutivos de empresas tecnológicas fue enviada al Congreso para expresar sus respectivas preocupaciones de que la ley en la forma en que estaba escrita pudiera «dañar el crecimiento económico y amedrentar la innovación en servicios legítimos que ayudan a las personas a comunicarse, crear, y hacer dinero en línea». La versión en inglés de Wikipedia se unió a otros sitios de Internet en protesta contra las legislaciones PIPA y SOPA, llevando a cabo un apagón de sus servicios durante 24 horas el 18 de enero de 2012. Muchos sitios Web protestaron, incluyendo: Wikipedia, CNet y los sitios de Cheezburger. Algunos sitios Web denegaron por completo el acceso a sus visitantes.

### Otros
Los profesores de leyes, Mark Lemley (Stanford), David S. Levine (Elon) y David G. Post (Temple) han criticado duramente a los proyectos de ley PIPA y SOPA.

## Recepción
El 14 de enero de 2012 la Casa Blanca emitió un comunicado diciendo: «Cualquier esfuerzo para combatir a la piratería en línea debe cuidarse de los riesgos de censurar a las actividades legítimas y no debe inhibir la innovación de nuestros negocios más dinámicos grandes y pequeños», y «Debemos evitar crear nuevos riesgos de cyberseguridad o afectar la infraestructura de Internet»

### Objeciones técnicas al bloqueo y redirección DNS
El proyecto originalmente contenía medidas con las cuales se permitía excluir a los sitios infractores de las guías telefónicas virtuales de Internet. Utilizando para ello un mecanismo que se conoce como bloqueo DNS, bajo este mecanismo si un usuario ingresa en su navegador el nombre de dominio de un sitio web infractor, puede parecer que el sitio no existe.
De acuerdo a Sherwin Siy de la organización no gubernamental Public Knowledge, anteriores intentos de limitar la infracción de derechos de autor en línea utilizando el mismo procedimiento de bloqueo de servidores DNS siempre generaron críticas debido a que semejante mecanismo podría fracturar la integridad del sistema de nombres de dominio y amenazar por lo tanto la funcionalidad global de Internet; con este proyecto de ley no habría diferencias. Por diseño, todos los servidores de nombres del mundo deberían contener listas idénticas; con los cambios propuestos, los servidores que se encuentran dentro de los Estados Unidos deberían guardar listas diferentes a las de sus contrapartes en el resto del mundo, haciendo al sistema de URLs mucho menos universales.
Cinco ingenieros de Internet, Steve Crocker, David Dagon, Dan Kaminsky, Danny McPherson, y Paul Vixie, prepararon un libro blanco en el que se explica que estas previsiones de filtrado por DNS presentes en el proyecto «crea varios problemas técnicos y brechas de seguridad», y que podría «quebrar el Internet», mientras que otros ingenieros y promotores del proyecto han dicho que tales preocupaciones carecen de fundamento y no poseen ningún mérito. Una de las preocupaciones expresadas por los expertos es que los hackers podrían ofrecer atajos y rodeos a los usuarios privados para permitirles acceder a aquellos sitios bloqueados por el gobierno, pero estos rodeos podrían crear peligros de seguridad al redirigir a los usuarios a sitios falsos. Los promotores del proyecto tales como la MPAA, han argumentado que esto sería poco probable.
Un grupo de profesores de leyes, citando al libro blanco de Crocker, dijeron que la PROTECT IP y la Stop Online Piracy Act, podrían tener el efecto opuesto al esperado, conduciendo a los usuarios a utilizar servicios DNS alternativos y no regulados, y obstaculizando al gobierno para llevar a cabo una regulación legítima de Internet.
Cuestionan la constitucionalidad de ambos proyectos de ley, bajo la creencia de que podrían potencialmente, tener desastrosas consecuencias técnicas y que podrían hacer que las leyes con respecto a Internet de Estados Unidos se parecieran más a aquellas de los regímenes opresivos. Avanzan sobre la afirmación de que ambos proyectos de ley proporcionan:

nada más que una instancia de parte de procedimientos en la que sólo un lado (el fiscal o incluso un demandante particular) necesitan presentar pruebas y el operador del sitio presuntamente infractor no necesita estar presente y ni siquiera ser avisado de la acción que se lleva a cabo en contra de su 'propiedad'. Esto no sólo viola los principios básicos del debido proceso al privar a las personas de sus bienes sin un juicio justo y una oportunidad razonable de ser escuchado, sino que también constituye una privación inconstitucional de la libertad de expresión protegida por la Primera Enmienda.

Un plugin de navegador creado en marzo de 2011 y llamado MAFIAAFire Redirector redirige a los visitantes a un dominio alternativo, cuando el sitio primario ha sido clausurado. La Fundación Mozilla ha dicho que el Departamento de Seguridad Nacional de los Estados Unidos requirió ante la fundación que removieran el plugin de sus repositorios, una solicitud que todavía no han cumplimentado. En su lugar, el consejero legal de Mozilla, solicitó mayor información de parte del departamento, incluyendo la justificación legal para tal requerimiento.
La Information Technology and Innovation Foundation (ITIF) argumentó que las preocupaciones surgidas por el mecanismo de bloqueo DNS presente en la legislación carece de base sólida debido a que estos enfoques ya se encuentran en uso en la lucha contra el spam y el malware. De acuerdo a Daniel Castro, un analista de la ITIF, el bloqueo DNS es practicado en varias democracias, sin que hayan quebrado a Internet, entre esllas se encuentran los Países Bajos, Austria, Bélgica, Dinamarca, Finlandia y Corea del Sur. el director ejecutivo de la ITIF comparó a las previsiones de bloqueo por DNS con el cierre automático de puertas en un automóvil, escribiendo que aunque no son a prueba de tontos, aun así puede seguir siendo útil. En enero de 2012 el senador Patrick Leahy, presidente del Comité Judicial del Senado, dijo que estaría dispuesto a eliminar la controversial previsión de filtrado DNS del proyecto de ley. «He autorizado a mi equipo a decirle... al resto de los senadores, que estoy dispuesto a retener la aprobación del proyecto final... Eso sólo por sí mismo ya removería un montón de la oposición que ahora tenemos.» El representante Lamar Smith, principal patrocinador del proyecto relacionado SOPA en la Cámara, también expresó la intención de eliminar las disposiciones de bloqueo DNS del proyecto SOPA.

### Amenaza a las libertades civiles
Los estudiosos de la Primera Enmienda, Laurence Tribe y Marvin Ammori, han expresado preocupación sobre como la PROTECT IP act podría impactar sobre la libertad de expresión, argumentando que esta ley no sólo se dirige contra sitios extranjeros infractores, y que se podría extender a «sitios domésticos que tan sólo "facilitaran" o "permitieran" la infracción». Por lo que en su propio lenguaje, los proyectos de ley apuntan a una considerable porción de expresión actualmente protegida en sitios legítimos tales como YouTube, Twitter, y Facebook."
Amori dijo que tanto la PROTECT IP Act como la Stop Online Piracy Act «podrían perder su objetivo y silenciar una gran cantidad de expresión no infractora.»
El proyecto ha sido criticado por Abigail Philips de la Electronic Frontier Foundation, por no ser específico en cuanto a que constituye un sitio infractor. Por ejemplo, si WikiLeaks fuera acusado de distribuir contenido con derecho de autor, los motores de búsqueda de los Estados Unidos podrían se obligados por una orden judicial a bloquear los enlaces que apuntan hacia WikiLeaks. Requiriendo que los motores de búsqueda remuevan los enlaces que apuntan al sitio completo, sin considerar que debido a la infracción en una única página se están creando bloqueos a la libertad de expresión en contenidos legítimos hospedados en otra parte del sitio.
El presidente de Google, Eric Schmidt, declaró que las medidas solicitadas en PIPA son soluciones demasiado simples para un problema complejo, y que el precedente establecido por el bloqueo de entradas DNS es malo desde el punto de vista de la libertad de expresión y sería un paso hacia un entorno de Internet menos permisivo, como el de China. Al mismo tiempo, el presidente de la compañía que posee el mayor motor de búsqueda del mundo, Schmidt dijo «si hay una ley que obliga a que los servidores DNS hagan determinada cosa X y tiene que ser aprobada en ambas cámaras del Congreso y firmada por el Presidente de los Estados Unidos, y nosotros no estamos de acuerdo con ella, entonces todavía tenemos la posibilidad de luchar contra ella.»
El especialista en derecho constitucional Floyd Abrams dijo: «La Protect (sic) IP Act no obliga ni prohíbe la libertad de expresión o de comunicación... el proyecto de ley establece un listón muy alto en la definición de cuando un sitio web o dominio es elegible para posibles acciones por parte del Fiscal General...»

### Preocupaciones por los sitios con contenido de usuario
Los opositores de esta legislación advierten que la ley PIPA podría tener un impacto negativo en las comunidades en línea. La periodista Rebecca MacKinnon argumentó en una editorial de opinión que el hacer a las compañías legalmente responsables por las acciones de los usuarios podría presentarse un efecto amedrentador en sitios con contenidos generados por los usuarios tales como YouTube. «La intención puede no ser la misma que la del Gran Cortafuegos Chino, un sistema de alcance nacional destinado a la censura Web, pero el efecto práctico podría ser muy similar.» El analista político de la New America Foundation expresó que esta legislación podría permitirle a las fuerzas de la ley el derribar un dominio entero debido a algo posteado en un único blog: «Si, una comunidad online completa, mayormente compuesta por usuarios inocentes, podría ser castigada por las acciones de una pequeña minoría.»

### Amenazas a los negocios y a la innovación
Un análisis legal llevado a cabo por el Servicio de Investigación del Congreso toma nota de las preocupaciones de algunos de los opositores a la legislación tales como American Express y Google quienes aseguran que la inclusión de una causa de acción privada podría provocar un desaliento en la innovación en Internet, para proteger obsoletos modelos de negocio con el costo de un número abrumador de demandas de parte de los productores de contenidos. «La legislación no debería incluir una acción de derecho privado que pudiera invitar a las demandas de parte de 'trolls' (sic) tendientes a extorsionar las bases económicas de los intermediarios o de los sitios que están haciendo esfuerzos de buena fe para cumplir con la ley,» dijo el vicepresidente y Jefe Consultivo de Google, Kent Walker, en testimonio frente al Congreso. «Los sitios infractores amenazan a los trabajadores de cine y televisión», de acuerdo a la Motion Picture Association of America, quienes citan varios estudios tanto gubernamentales como independientes sobre los efectos de la piratería en línea, incluyendo un reporte hecho por  Envisional Ltd. que concluye que la cuarta parte del contenido que circula en Internet infringe leyes de copyright. La RIAA señala un estudio del año 2007 Llevado a cabo por el Institute for Policy Innovation (Instituto para la Innovación en Políticas) que concluye que la piratería en línea causa una pérdida de 12,5 mil millones de dólares a la economía de los Estados Unidos, y la pérdida de más de 70.000 puestos de trabajo.
«Si tenemos que reformar la DMCA, hagámoslo con una negociación entre las partes interesadas, no con un proyecto de ley escrito por los cabilderos de la industria de contenidos y atascado en una vía rápida en el Congreso,» escribió el capitalista de riesgo y columnista del Business Insider, Fred Wilson, en una editorial del 29 de octubre de 2011 en la cual trataba los cambios que podrían provocar en las previsiones de puerto seguro de la DMCA tanto el proyecto de ley en el Senado, como el que se trataba en el Congreso. «Las compañías como Apple, Google, Facebook, y otras que están comenzando como  Dropbox, Kickstarters y Twilio, están liderando las exportaciones y creaciones de trabajo de este tiempo. Son la gallina de los huevos de oro de la economía, y no podemos matar a la gallina de los huevos de oro para proteger una industria que declina».
El impacto de la ley en pequeñas empresas y emprendedores podría también ser desproporcionado, debido a los altos costes requeridos para cumplimentar con sus requerimientos técnicos, administrativos y legales.

## Protestas en línea contra el proyecto de ley y anuncio de postergación
El 18 de enero de 2012 se llevaron a cabo, una serie muy extensa de protestas en línea contra los proyectos PIPA y SOPA, entre las que se incluyó el apagón de Wikipedia en inglés. Varios senadores que apoyaban a la ley SOPA, incluyendo a Roy Blunt, John Boozman, Chuck Grassley, Orrin Hatch y Marco Rubio, anunciaron que iban a retirar su apoyo al proyecto de ley. El 20 de enero de 2012 el líder de la mayoría en el Senado, Reid, anunció que la votación de la ley PIPA sería pospuesta. El senador Leahy emitió un comunicado de prensa diciendo que entendía la decisión de Reid, pero que:

...ya llegará el día en que los Senadores que forzaron esta movida miren hacia atrás y se den cuenta que se pusieron de rodillas ante un problema monumental. En alguna parte de China hoy mismo, en alguna parte de Rusia ahora mismo, y en muchos otros países que no respetan la propiedad intelectual estadounidense, un montón de delincuentes que no hacen más que vender productos falsificados y robar contenidos estadounidenses ven con aire de suficiencia como el Senado de los Estados Unidos decide que no vale la pena debatir como hacer para evitar que estos criminales extranjeros sigan drenando nuestra economía.